# Maria Persson
Pour les articles homonymes, voir Persson.
Maria Persson (Maria Ann-Christin Persson), née le 9 juin 1959 à Stockholm, est une actrice suédoise connue pour avoir joué Annika dans la série télévisée Fifi Brindacier (tirée des livres d'Astrid Lindgren) aux côtés de Pär Sundberg et Inger Nilsson, à la fin des années 1960.